# Le Gentleman d'Epsom
Pour plus de détails, voir Fiche technique et Distribution.
Le Gentleman d'Epsom est un film franco-italien de Gilles Grangier, sorti en 1962.

## Synopsis
Richard Briand-Charmery est connu sur tous les champs de courses comme « le Commandant ». À l'hippodrome de Longchamp avec Charly, un garçon d'écurie, il escroque ceux auxquels il vend des tuyaux : un boucher, un patron de boîte de nuit, Arthur son ami... puis le restaurateur Gaspard Ripeux. Les jours de vaches maigres, il va déjeuner chez sa sœur Thérèse, subissant stoïquement les sarcasmes de son beau-frère Hubert, riche industriel.
Richard retrouve par hasard Maud, une femme qui l'a aimé autrefois et a fait un très riche mariage. Il l'invite au restaurant Le Schéhérazade et paye sans sourciller une fastueuse addition avec son dernier chèque sans provision (mais le danger n'est pas immédiat : les banques sont en grève). Il réussit, en charmant le riche restaurateur Ripeux à obtenir une grosse somme d'argent qu'il prétend miser sur le cheval « Brunoise », un « crack » qui n'est en réalité qu'un tocard. Mais, contre toute attente le cheval gagne, sur lequel Richard n'a évidemment rien misé.
Aux abois, il convainc alors le restaurateur de remettre tout ce qu'il croit avoir gagné sur « Minotaure », un cheval qui ne peut que rapporter des millions. Bien entendu, le cheval perd, et Ripeux, venu pour la première fois de sa vie sur un champ de courses, s'écroule victime d'une crise cardiaque.
Dans la même course, on donne par erreur au Commandant des tickets pour un autre partant. Il les jette, furieux, mais heureusement sans les déchirer. C'est son cheval qui gagne. Richard retrouve les tickets et encaisse la forte somme mais se heurte à ses habituelles victimes, furieuses de lui voir toucher un vainqueur alors qu'il ne leur a recommandé que des perdants. Il trouvera bien sûr moyen de les amadouer à nouveau mais rentrera à pied de Longchamp, à l'heure où la grève des banques s'achève.

## Fiche technique
- Titre original français : Le Gentleman d'Epsom ou Les grands seigneurs
- Titre italien : Il re delle corse
- Réalisation : Gilles Grangier, assisté de Jacques Rouffio, et Claude Clément pour la seconde équipe
- Scénario : Albert Simonin
- Adaptation : Albert Simonin, Gilles Grangier, Michel Audiard
- Dialogue : Michel Audiard
- Décors : Jacques Colombier, assisté de Olivier Girard, Georges Richard
- Costumes : J. Gabin est habillé par Opelka
- Photographie : Louis Page
- Opérateur : André Dumaître, assisté de Pierre Charvey, Maurice Kaminsky et Albert Militon (pour la seconde équipe)
- Montage : Jacques Desagneaux, assisté de Roger Cacheux
- Son : Jean Rieul
- Musique : Francis Lemarque, Michel Legrand ; (Éditions France Mélodie) – La valse triste de Jean Sibelius (Éditions Breitkopf et Martel Wiesbaden)
- Recorder : Gabriel Salagnac
- Perchman : Marcel Corvaisier
- Régisseur général : René Fargeas
- Régisseur adjoint : Jean Drouin
- Ensemblier : Albert Volper
- Maquillage : Yvonne Gasperina, Marcel Bordenave
- Photographe de plateau : Marcel Dole
- Accessoiriste : René Albouze
- Script-girl : Martine Guillou
- Effets spéciaux : LAX
- Tirage : C.T.M, studios "Franstudio" de Saint-Maurice
- Enregistrement Poste Parisien, Westrex Recording
- Tournage dans les studios de "Franstudio"
- Production : Cité Films – Cipra Films – (Paris), Compagnia Cinématografica Mondiale (Rome) – Franco-Italienne
- Chef de production : Jacques Bar
- Directeur de production : Jacques Juranville
- Pays :  France -  Italie
- Format :  Pellicule 35 mm – noir et blanc[1] - Procédé Francescopre
- Durée : 82 minutes
- Genre : Comédie ; remake de Courte Tête de Norbert Carbonnaux (1955)
- Date de sortie : 
  - France : 3 octobre 1962 (sortie initiale), janvier 1969 (ressortie sous le titre Les Grands Seigneurs)
- Affiche : Jouineau Bourduge (France)

## Distribution
- Jean Gabin : Richard Briand-Charmery, dit « le Commandant »
- Louis de Funès : Gaspard Ripeux, restaurateur et turfiste enragé
- Jean Lefebvre : Charly, garçon de « courses »
- Paul Frankeur : Arthur, croupier du cercle de jeux
- Franck Villard : Lucien, tenancier de cabaret
- Madeleine Robinson : Maud, femme du monde qui fut abandonnée par Richard à Saratoga
- Joëlle Bernard : Ginette, femme de Lucien
- Josée Steiner : Béatrice, nièce de Richard
- Marie-Hélène Dasté : tante Berthe
- Aline Bertrand : patronne du bar
- Camille Fournier : Thérèse, sœur de Richard
- Georgette Peyron avec la voix de Lita Recio : une joueuse
- Jean Martinelli : Hubert, mari de Thérèse et donc beau-frère de Richard
- Paul Mercey : Oscar Robineau, provincial
- Alexandre Rignault : Charlot
- Albert Dinan : Léon, bonneteur
- Jacques Marin : Raoul, boucher turfiste
- Léonce Corne : M. Freedman, un joueur
- Dominique Serina : Pascal, un joueur
- Albert Michel : un joueur
- Marcel Bernier : un joueur
- Édouard Francomme : un joueur
- René Hell : un joueur
- Robert Blome : un joueur
- Léon Zitrone : lui-même
- Raymond Oliver : lui-même
- Catherine Langeais : elle-même (avec Raymond Oliver dans Art et magie de la cuisine à la RTF)
- Paul Faivre : le guichetier du champ de courses
- Roger Dutoit : un spectateur du jeu de boule
- Charles Millot : le maître d'hôtel du « Schéhérazade »
- Pierre Collet : un parieur à jumelles
- Michel Thomass : le chanteur russe du « Schéhérazade »

- Pierre Durou : un joueur
- Jean Bérard : un joueur
- Edith Ker : la dame de vestiaire
- Marc Arian : un serveur
- Claude Joseph : un client de la boîte de nuit
- Simone Landry avec la voix de Hélène Tossy : la cavalière du Bois de Boulogne
- François Nadal
- Jean-Claude Rémoleux
- Louis Saintève
- Marcel Bertheau
- Jean Degrave
- Pierre Vernet

## Accueil

### Box-office
Lors de sa sortie initiale en 1962, Le Gentleman d'Epsom ne rencontre pas un franc succès, ne totalisant que 1 300 000 entrées en France, dont 314 673 entrées sur Paris durant son exploitation. Ressorti en janvier 1969 ' pour profiter du succès du Tatoué, le film totalise 500 000 entrées supplémentaires, portant le cumul à près 1 900 000.

## Autour du film
- Le Gentleman d'Epsom est le deuxième des trois films dans lesquels Jean Gabin et Louis de Funès se donnent la réplique après La Traversée de Paris, de Claude Autant-Lara en 1956 et avant Le Tatoué de Denys de la Patellière en 1968.
- Ce film reprend un thème déjà exploité dans un  autre film réalisé en 1956 par Norbert Carbonnaux : Courte tête dont le scénario était déjà d'Albert Simonin et les dialogues de Michel Audiard avec Fernand Gravey dans le rôle principal.

## Éditions vidéo
Le Gentleman d'Epsom sort en DVD/Blu-ray chez Gaumont le 7 octobre 2020, avec en supplément La Dernière danse (28() et un documentaire inédit avec Jean-Jacques Jelot-Blanc et Jean-Pierre Bleys.